# 898 (szám)
A 898 (római számmal: DCCCXCVIII) egy természetes szám, félprím, a 2 és a 449 szorzata.

## A szám a matematikában
A tízes számrendszerbeli 898-as a kettes számrendszerben 1110000010, a nyolcas számrendszerben 1602, a tizenhatos számrendszerben 382 alakban írható fel.
A 898 páros szám, összetett szám, azon belül félprím, kanonikus alakban a 21 · 4491 szorzattal, normálalakban a 8,98 · 102 szorzattal írható fel. Négy osztója van a természetes számok halmazán, ezek növekvő sorrendben: 1, 2, 449 és 898.
Érinthetetlen szám: nem áll elő pozitív egész számok valódiosztó-összegeként.
A 898 négyzete 806 404, köbe 724 150 792, négyzetgyöke 29,96665, köbgyöke 9,64774, reciproka 0,0011136. A 898 egység sugarú kör kerülete 5642,30041 egység, területe 2 533 392,882 területegység; a 898 egység sugarú gömb térfogata 3 033 315 744,3 térfogategység.